# Selenops hebraicus
Selenops hebraicus är en spindelart som beskrevs av Cândido Firmino de Mello-Leitão 1945. 
Selenops hebraicus ingår i släktet Selenops och familjen Selenopidae. Inga underarter finns listade i Catalogue of Life.